# Fontenoy-la-Joûte
Fontenoy-la-Joûte è un comune francese di 305 abitanti situato nel dipartimento della Meurthe e Mosella nella regione del Grand Est.

## Società

### Evoluzione demografica
Abitanti censiti